# Vrútky
Vrútky (do 1927 Dolné Vrútky i Horné Vrútky; niem. Ruttek, węg. Ruttka) – miasto na Słowacji, w kraju żylińskim, w powiecie Martin, liczy 7539 mieszkańców (spis ludności z 2011).

## Położenie
Położone są w północnej części Kotliny Turczańskiej, u południowych podnóży Małej Fatry, u ujścia Turca do Wagu, na wysokości 384 m n.p.m.

## Historia
Teren dzisiejszych Vrútek był zamieszkany już w okresie kultury puchowskiej. W okresie najazdu tatarskiego w latach 1241–1242 w ochronie zamku Zniev zasłużyli się również mieszkańcy Vrútek, za co 15 z nich (w tym Ruttkayowie) zostało podniesionych przez króla Belę IV do stanu szlacheckiego i obdarowanych ziemią w Kotlinie Turczańskiej.
Jako wieś Vrútky wspominane były już w 1255 r. Już przed rokiem 1332 miały własną parafię z kościołem pw. św. Jana Chrzciciela, zbudowanym ok. 1285 r. Rozwijały się powoli jako wieś należąca do drobnej szlachty Vrútockých-Ruttkayów (słow. zemianska obec). Mieszkańcy zajmowali się rolnictwem i flisactwem na Wagu.
Impulsem do szybszego rozwoju stała się budowa w latach 1870–1875 Kolei Koszycko-Bogumińskiej i łączącej się z nią właśnie we Vrutkach Kolei Zwoleńskiej. We wsi, oprócz ruchliwego węzła kolejowego z licznymi bocznicami i parowozownią, powstały warsztaty naprawcze taboru kolejowego oraz kolejarska szkoła zawodowa. Z tego względu miejscowość była jednym z najstarszych i najaktywniejszych ośrodków ruchu robotniczego. Już w 1881 r. robotnicy z tutejszych warsztatów kolejowych wzięli udział w II zjeździe Powszechnej Partii Robotniczej Węgier. Walcząc o swe prawa, brali udział m.in. w strajku 1902 r. W okresie kryzysu czechosłowackiego ruchu socjaldemokratycznego w grudniu 1920 r. miał tu miejsce wielki strajk generalny miejscowych robotników i kolejarzy. Po powstaniu pierwszej republiki czechosłowackiej i Komunistycznej Partii Czechosłowacji (1921 r.) wychodziło tu kilka tytułów komunistycznych i socjalistycznych czasopism (Pravda chudoby, Hlas ľudu, Proletárka, Spartakus). W latach 1922–1924 działał tu jeden ze współzałożycieli KPCz, późniejszy prezydent Czechosłowacji, Klement Gottwald.
W 1944 r. w czasie słowackiego powstania narodowego rejon Vrútek był miejscem zaciekłych walk z uwagi na strategiczne położenie miejscowości u wylotu przełomu Wagu przez Małą Fatrę oraz na znaczenie tutejszego węzła kolejowego. M.in. w dniu 13 września siedem samolotów bombowych typu B-17 Flying Fortress lotnictwa amerykańskiego zbombardowało na tutejszej stacji kolejowej oddziały 178. Dywizji Pancernej SS „Tatra”.
W latach 1949–1954 Vrútky po raz pierwszy były połączone z Martinem w jedną jednostkę administracyjną. Obie miejscowości ponownie połączono w 1971 r. (pod nazwą Martin-Vrútky). Po wyborach 1990 r. Vrútky uzyskały ponownie samodzielność i prawa miejskie.

## Zabytki
- kościół katolicki pw. św. Jana Chrzciciela, neogotycki, zbudowany w 1905 r., wzniesiony na miejscu starszego, gotyckiego kościółka z 2. połowy XIII w.
- kościół ewangelicki, neogotycki, z 1903 r.
- budynek dawnej drukarni „Bratstvo”, po II wojnie muzeum Klementa Gottwalda

## Urodzeni w mieście
- Ignacy Engelbert Blaschke (1882-1943) – polski rzeźbiarz i rysownik
- Adolf Scherer (ur. 1938) – czechosłowacki piłkarz
- Vladimír Weiss (ur. 1939) – czechosłowacki piłkarz
- Rastislav Špirko (ur. 1984) – słowacki hokeista
- Vratislav Štěpánek (1930–2013) – czeski duchowny protestancki, patriarcha Czechosłowackiego Kościoła Husyckiego

## Miasta partnerskie
- Fulnek
- Łaziska Górne
- Nymburk

## Galeria

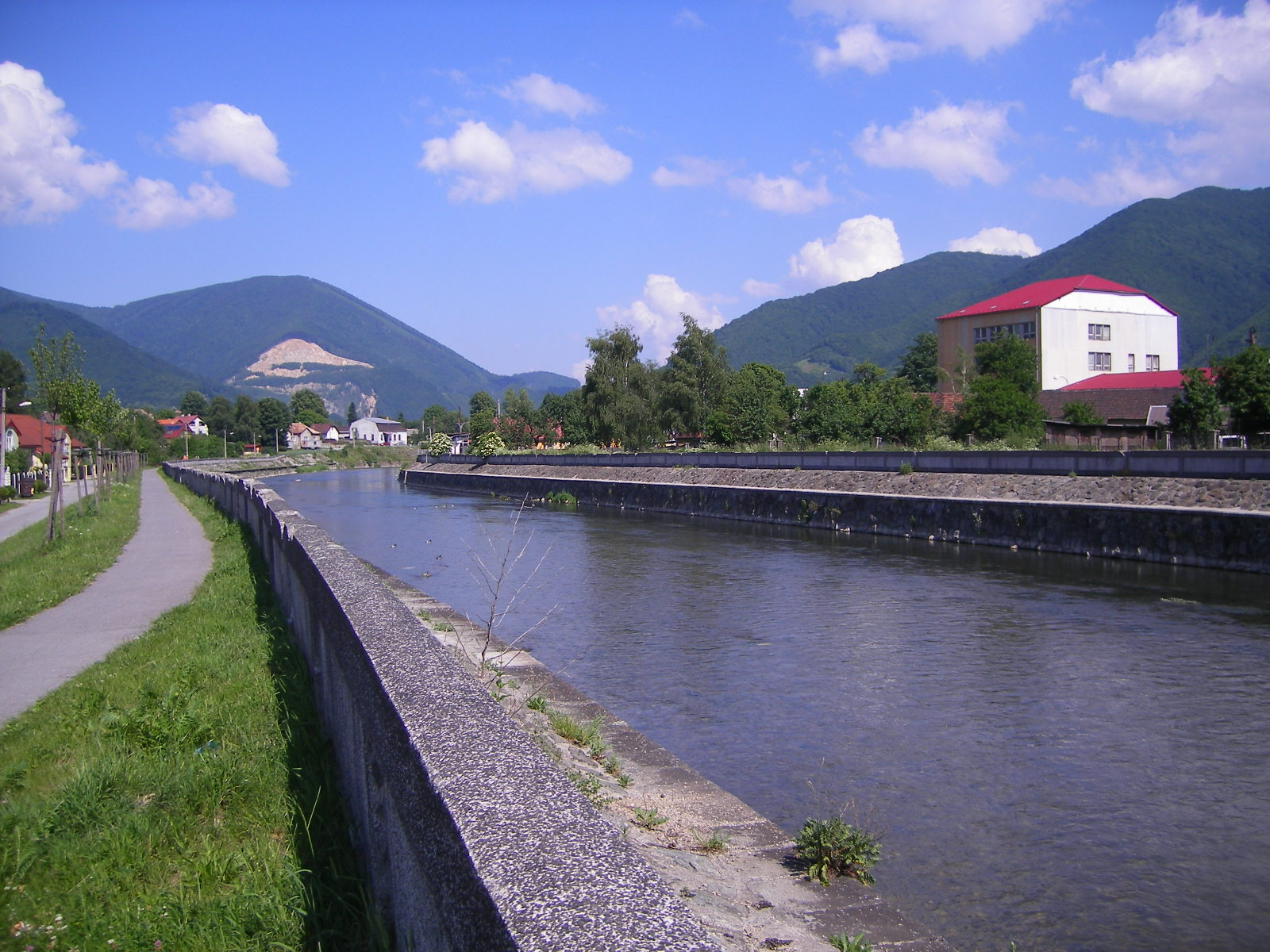
Rzeka Turiec
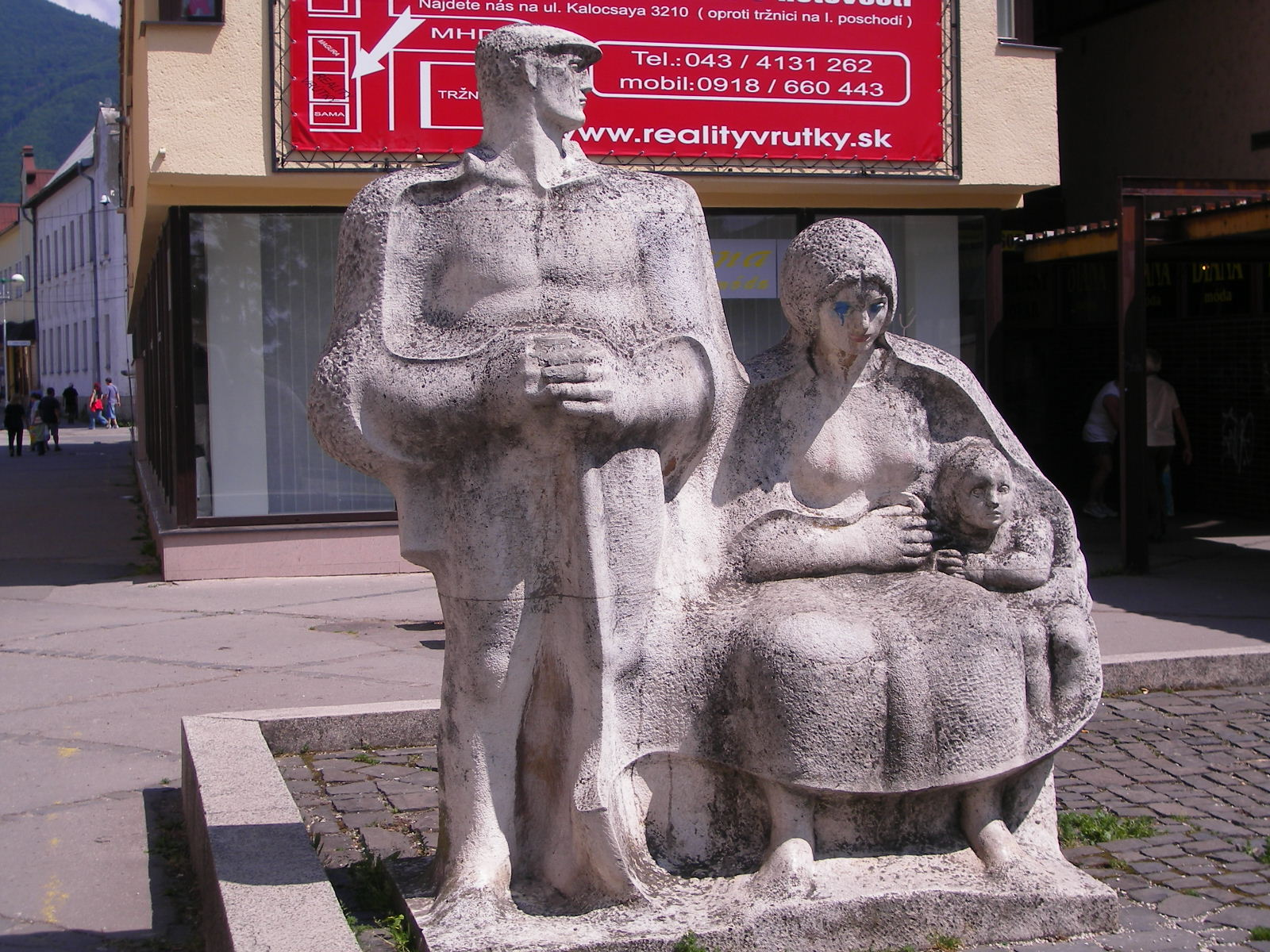
Pomnik w stylu socrealistycznym
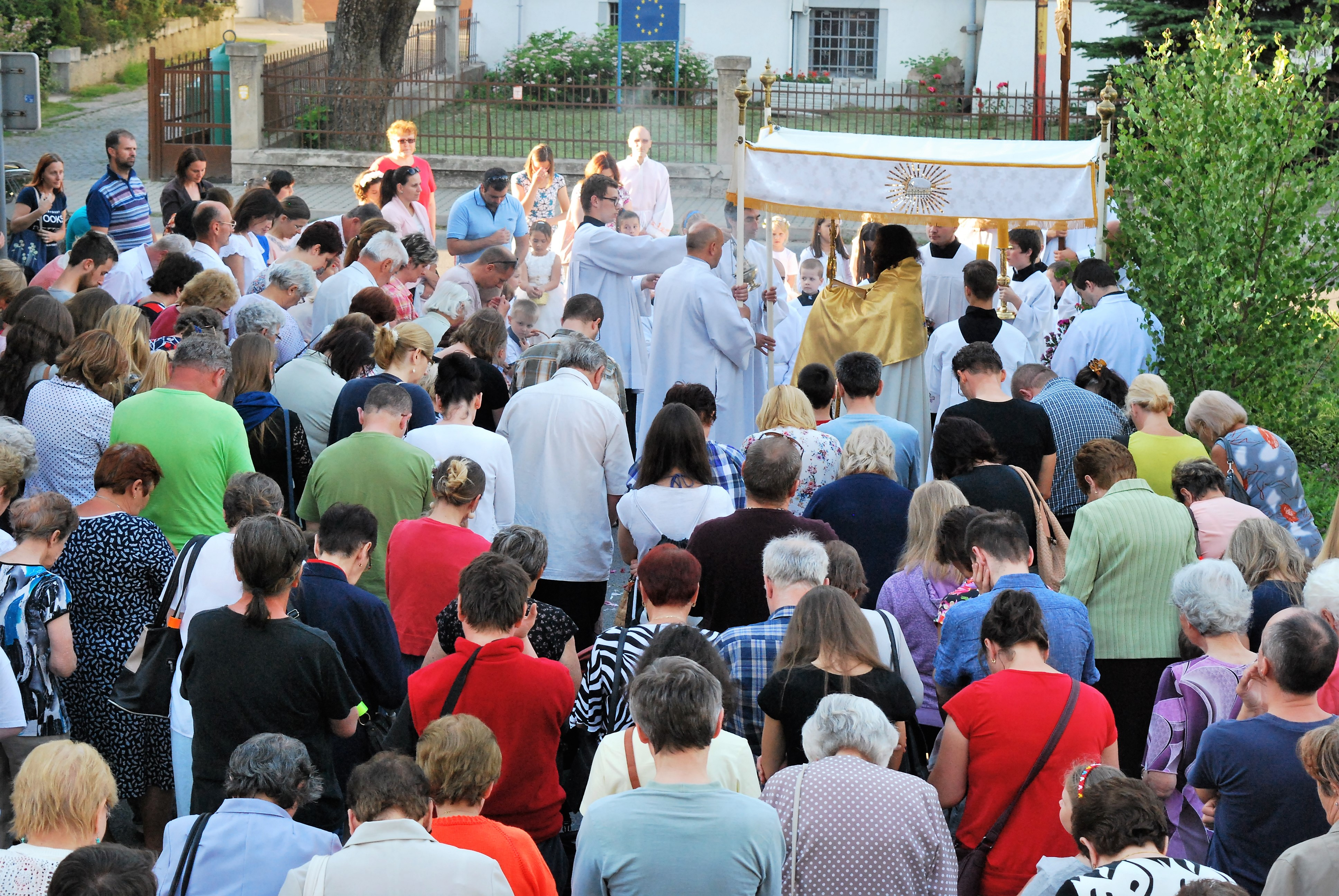
Obchody Bożego Ciała przez katolickich mieszkańców
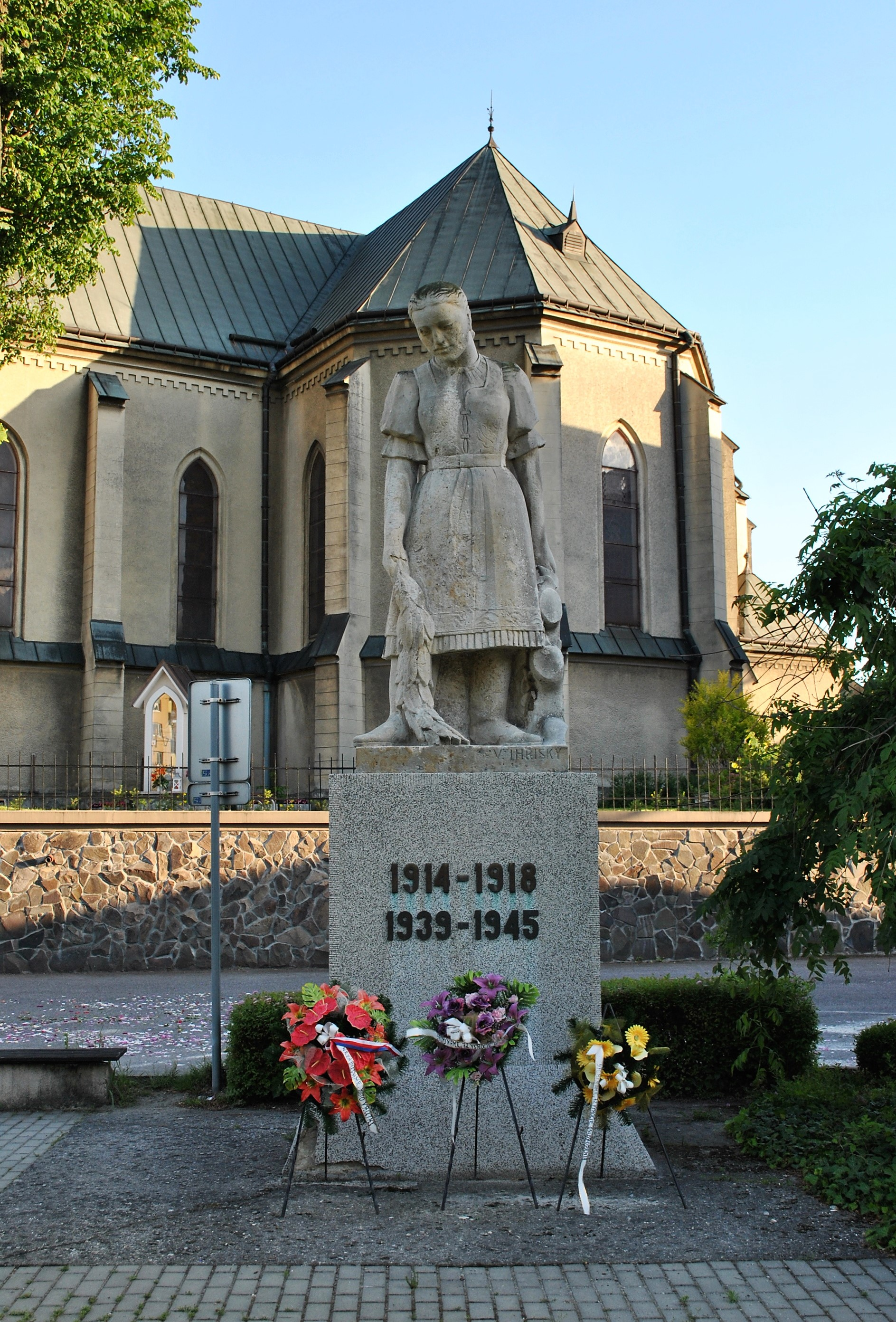
Pomnik poległych w I i II wojnie światowej
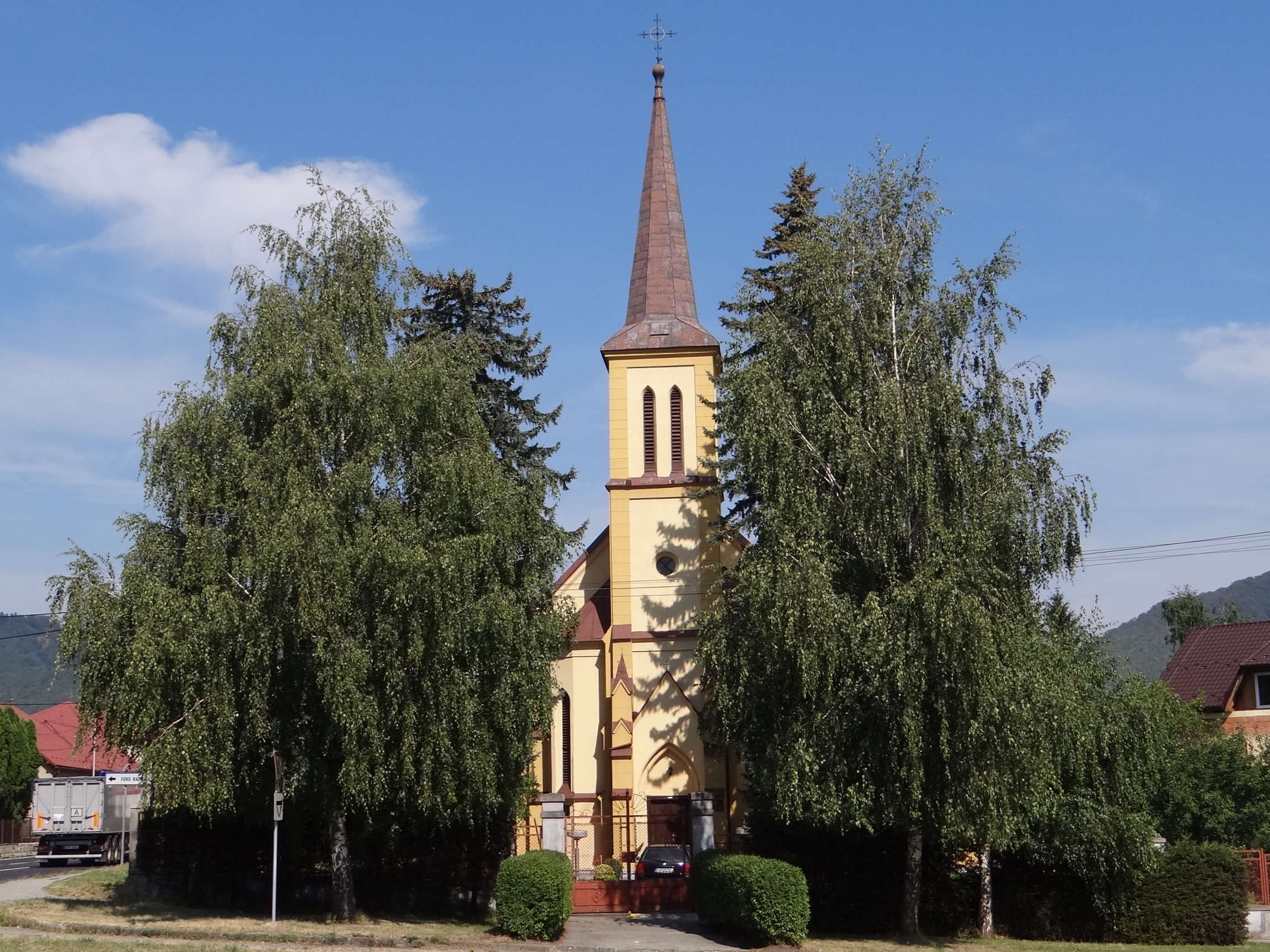
Kościół protestancki